# 포르타 제노바역
포르타 제노바 역(이탈리아어: Porta Genova)은 밀라노 지하철의 2호선의 역이다. 1983년 10월 30일에 문을 열었으며, 1985년 로몰로 역이 문을 열 때까지는 2호선의 남쪽 종착역이자 최남단 역이었다.
이 역은 카살레 가 (Via Casale) 지점의 발렌차 가 (Via Valenza)에 위치해 있으며, 밀라노 포르타 제노바 역과 매우 가깝다.

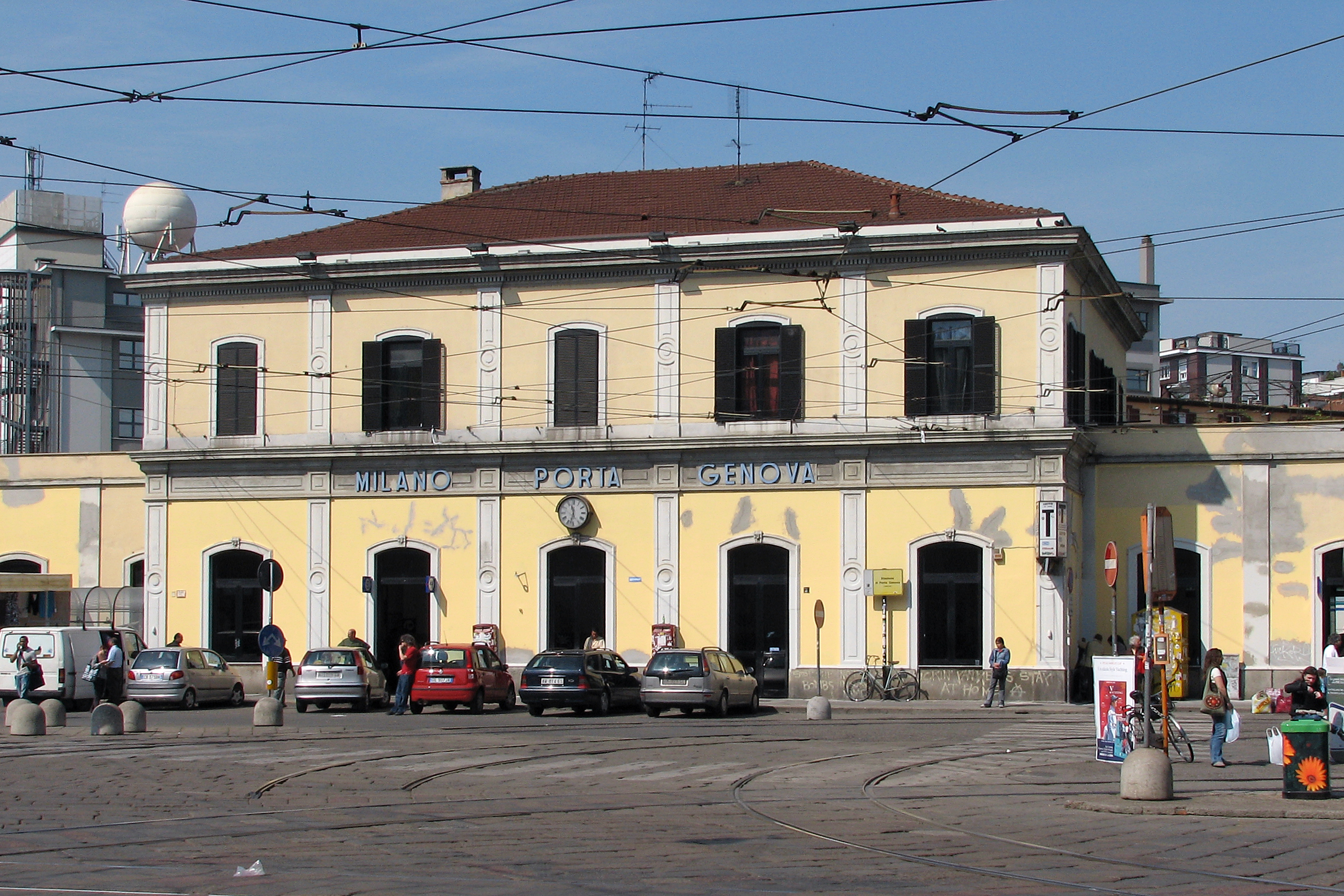
근처에 있는 RFI 철도역

## 시설
이 역에는 다음과 같은 시설이 있다.
- 장애인 승객을 위한 접근 시설
- 에스컬레이터
- 승차권 자동 판매기
- 역 감시카메라